# Rio Prêto (vattendrag i Brasilien, Rondônia, lat -8,05, long -62,90)
Rio Prêto är ett vattendrag i Brasilien.   Det ligger i delstaten Rondônia, i den centrala delen av landet, 1 800 km nordväst om huvudstaden Brasília.
I omgivningen kring Rio Prêto växer i huvudsak städsegrön lövskog. Området är nästan obefolkat, med mindre än två invånare per kvadratkilometer.